# Tabubil
Tabubil – miasto w Papui-Nowej Gwinei, w prowincji Zachodniej. W mieście znajduje się port lotniczy Tabubil.